# Wskazania buddyjskie
Wskazania – w buddyzmie oznaczają zbiór zaleceń dla osób nieoświeconych, które pozwolą im uniknąć negatywnej karmy. W różnych tradycjach buddyjskich wskazania brzmią nieco odmiennie. Często zamiast słowa „przykazania” używa się słowa „wskazania”, aby podkreślić, że mają one charakter dobrowolnego zobowiązania. Budda mówił, że dobrze jest ich przestrzegać, jednak nikomu nie mogą być narzucane.

## Wskazania w buddyzmie theravady
W buddyzmie theravady wskazania zapisane były pierwotnie w języku pali.

### Pięć wskazań – pañca-sila
Obowiązują osoby świeckie (upasaka). Są one często recytowane podczas ceremonii religijnych.
1. Panatipata veramani sikkhapadam samadiyami
Zobowiązuję się przestrzegać zasady powstrzymywania się od odbierania życia.
2. Adinnadana veramani sikkhapadam samadiyami
Zobowiązuję się przestrzegać zasady powstrzymywania się od brania tego co nie jest dane.
3. Kamesu micchacara veramani sikkhapadam samadiyami
Zobowiązuję się przestrzegać zasady powstrzymywania się od złego zmysłowego prowadzenia się.
4. Musavada veramani sikkhapadam samadiyami
Zobowiązuję się przestrzegać zasady powstrzymywania się od fałszywej mowy.
5. Suramerayamajja pamadatthana veramani sikkhapadam samadiyami
Zobowiązuję się przestrzegać zasady powstrzymywania się od zażywania substancji odurzających, które prowadzą do nieroztropnego postępowania.

### Osiem wskazań – attha-sila
Obowiązują anagarika (osoby świeckie o zaawansowanej praktyce) a także tych spośród upasaka, którzy przestrzegają „Dni Przestrzegania” (Uposatha) – dni wytężonej praktyki medytacyjnej. Podejmują je głównie osoby starsze lub zainteresowane głębokim rozwojem duchowym.
1. Panatipata veramani sikkhapadam samadiyami
Zobowiązuję się przestrzegać zasady powstrzymywania się od odbierania życia.
2. Adinnadana veramani sikkhapadam samadiyami
Zobowiązuję się przestrzegać zasady powstrzymywania się od brania tego co nie jest dane.
3. Kamesu micchacara veramani sikkhapadam samadiyami
Zobowiązuję się przestrzegać zasady powstrzymywania się od złego zmysłowego prowadzenia się.
4. Musavada veramani sikkhapadam samadiyami
Zobowiązuję się przestrzegać zasady powstrzymywania się od fałszywej mowy.
5. Suramerayamajja pamadatthana veramani sikkhapadam samadiyami
Zobowiązuję się przestrzegać zasady powstrzymywania się od zażywania substancji odurzających, które prowadzą do nieroztropnego postępowania.
6. Vikalabhojana veramani sikkhapadam samadiyami
Zobowiązuję się przestrzegać zasady powstrzymywania  się od jedzenia w zakazanym czasie (tj. po południu).
7. Nacca-gita-vadita-visukkadassana mala-gandha-vilepana-dharana-mandana-vibhusanathana veramani sikkhapadam samadiyami
Zobowiązuję się przestrzegać zasady powstrzymywania się od tańca, śpiewu, muzyki, oglądania przedstawień, noszenia girland, używania perfum i upiększania ciała kosmetykami.
8. Uccasayana-mahasayana veramani sikkhapadam samadiyami
Zobowiązuję się przestrzegać zasady powstrzymywania się od spania w wysokich i luksusowych łożach.

### Dziesięć wskazań – dasa-sila
Obowiązują one nowicjuszy (samanera) i nowicjuszki (samaneri). Także są przestrzegane przez Dasa Sila Mata (kobiety nie będące mniszkami a żyjące jak mniszki).
1. Panatipata veramani sikkhapadam samadiyami
Zobowiązuję się przestrzegać zasady powstrzymywania się od odbierania życia.
2. Adinnadana veramani sikkhapadam samadiyami
Zobowiązuję się przestrzegać zasady powstrzymywania się od brania tego co nie jest dane.
3. Kamesu micchacara veramani sikkhapadam samadiyami
Zobowiązuję się przestrzegać zasady powstrzymywania się od złego zmysłowego prowadzenia się.
4. Musavada veramani sikkhapadam samadiyami
Zobowiązuję się przestrzegać zasady powstrzymywania się od fałszywej mowy.
5. Suramerayamajja pamadatthana veramani sikkhapadam samadiyami
Zobowiązuję się przestrzegać zasady powstrzymywania się od zażywania substancji odurzających, które prowadzą do nieroztropnego postępowania.
6. Vikalabhojana veramani sikkhapadam samadiyami
Zobowiązuję się przestrzegać zasady powstrzymywania  się od jedzenia w zakazanym czasie (tj. po południu).
7. Nacca-gita-vadita-visuka-dassana veramani sikkhapadam samadiyami
Zobowiązuję się przestrzegać zasady powstrzymywania się od tańca, śpiewu, muzyki, oglądania przedstawień.
8. Mala-gandha-vilepana-dharana-mandana-vibhusanatthana veramani sikkhapadam samadiyami
Zobowiązuję się przestrzegać zasady powstrzymywania się od noszenia girland, używania perfum i upiększania ciała kosmetykami.
9. Uccasayana-mahasayana veramani sikkhapadam samadiyami
Zobowiązuję się przestrzegać zasady powstrzymywania się od spania w wysokich i luksusowych łożach.
10. Jatarupa-rajata-patiggahana veramani sikkhapadam samadiyami
Zobowiązuję się przestrzegać zasady powstrzymywania się od przyjmowania złota i srebra (pieniędzy).

Dziesięć wskazań jest recytowanych przez nowicjuszy podczas wyświęcenia, a także podczas świąt i pory deszczowej. Wszystkie przykazania pochodzą z Dasa Sikkhapada (Khp 2) - Khuddakapatha (tj. I księgi Khudaka Nikayi).
Z powodu karmy dziesięciu szlachetnych czynów,
nasze wysiłki uszlachetniają pole.
Nasze życie staje się dłuższe.
Nasze radości stają się większe.
Mamy zgodnych partnerów i żadnych wrogów.
Nikt nas nie obmawia.
Wszyscy są dla nas mili.
Ludzie uważają, że nasze słowa zasługują na uwagę;
Wszyscy cieszą się, mogąc je słyszeć.
Jesteśmy zadowoleni.
Istnieje wzajemna dobroć.
Są właściwe poglądy.
Słowa Buddy z Sutty Nauk o Dziesięciu Czystościach
Mnisi przestrzegają dodatkowo szeregu wskazań, większość z których jest rozwinięciem lub pogłębieniem Ośmiu Wskazań. Tak na przykład Trzecie Wskazanie dla mnicha oznacza nawet nie dotykać się do kobiety. W celu utrzymywania ciała i umysłu w czystości, mnisi uczą się szanować wszystkie kobiety i traktować starsze kobiety jak matki, rówieśniczki jak siostry, a młodsze kobiety jak córki. Oprócz tego mnisi nie korzystają z pieniędzy („złota i srebra”), przestrzegają szeregu reguł etycznego zachowania. Do cierpienia, między innymi, prowadzi też późna pora nocnego spoczynku.

## Wskazania w buddyzmiemahajany
Dziesięć wskazań: pali dasa-sila; skt daśaśīla; chiń. shijie (十戒); kor. sipkye (십계); jap. jikkai (十戒, じっかい); wiet. thập giới:
1. Nie zabijać
2. Nie kraść
3. Nie pragnąć seksu
4. Nie kłamać
5. Nie pić alkoholu (narkotyki też są wykluczone)
6. Nie mówić o błędach innych
7. Nie chwalić się
8. Nie być skąpym
9. Nie wpadać w gniew
10. Nie oczerniać Trzech Klejnotów

Powyższe wskazania pochodzą z Brahmadżali, sutry z kanonu mahajany. Istnieje również Brahmadżala pochodząca z kanonu buddyzmu theravady, różniąca się od wcześniej wspomnianej (zobacz dalej).
Te wskazania oraz ich przekaz istnieje m.in. w Japonii, jest tam szczególnie praktykowany i przyjmowany zarówno przez osoby świeckie jak i mnichów, ale w różnej formie.
Wskazania te są wskazaniami bodhisattwy, co odróżnia je od wskazań hinajany i innych, oznacza to że właściwe ich przyjęcie od osoby, która otrzymała ich prawidłowy przekaz czyni z upasaki bodhisattwę świeckiego w oparciu o przyjęte wskazania.
Dziesięć wskazań jest jedną z paramit, czyli cnót bodhisattwy.

### Ceremonia
Nazwa „dziukai” oznacza także znaną w tradycji japońskiej ceremonię przyjęcia Dziesięciu Wskazań przez świeckiego wyznawcę buddyzmu - przyjęcia do wspólnoty buddyjskiej.